# Râle isabelle
Amaurornis isabellina
Espèce
Statut de conservation UICN

 LC  : Préoccupation mineure
Le Râle isabelle (Amaurornis isabellina) ou marouette isabelle, est une espèce d'oiseaux de la famille des Rallidae.

## Répartition
Cet oiseau est endémique de Sulawesi.